# 府中馬借街道

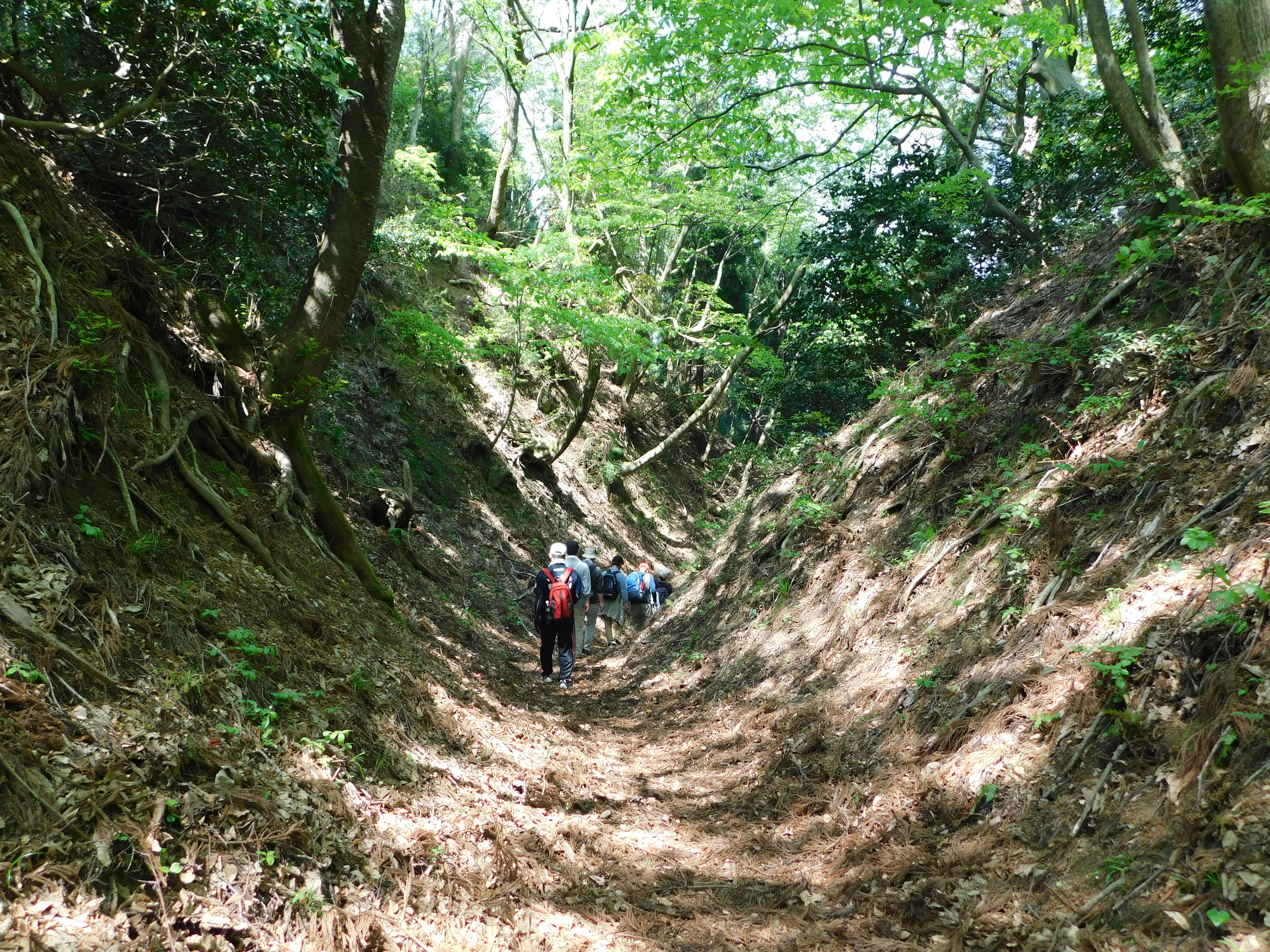
馬借街道

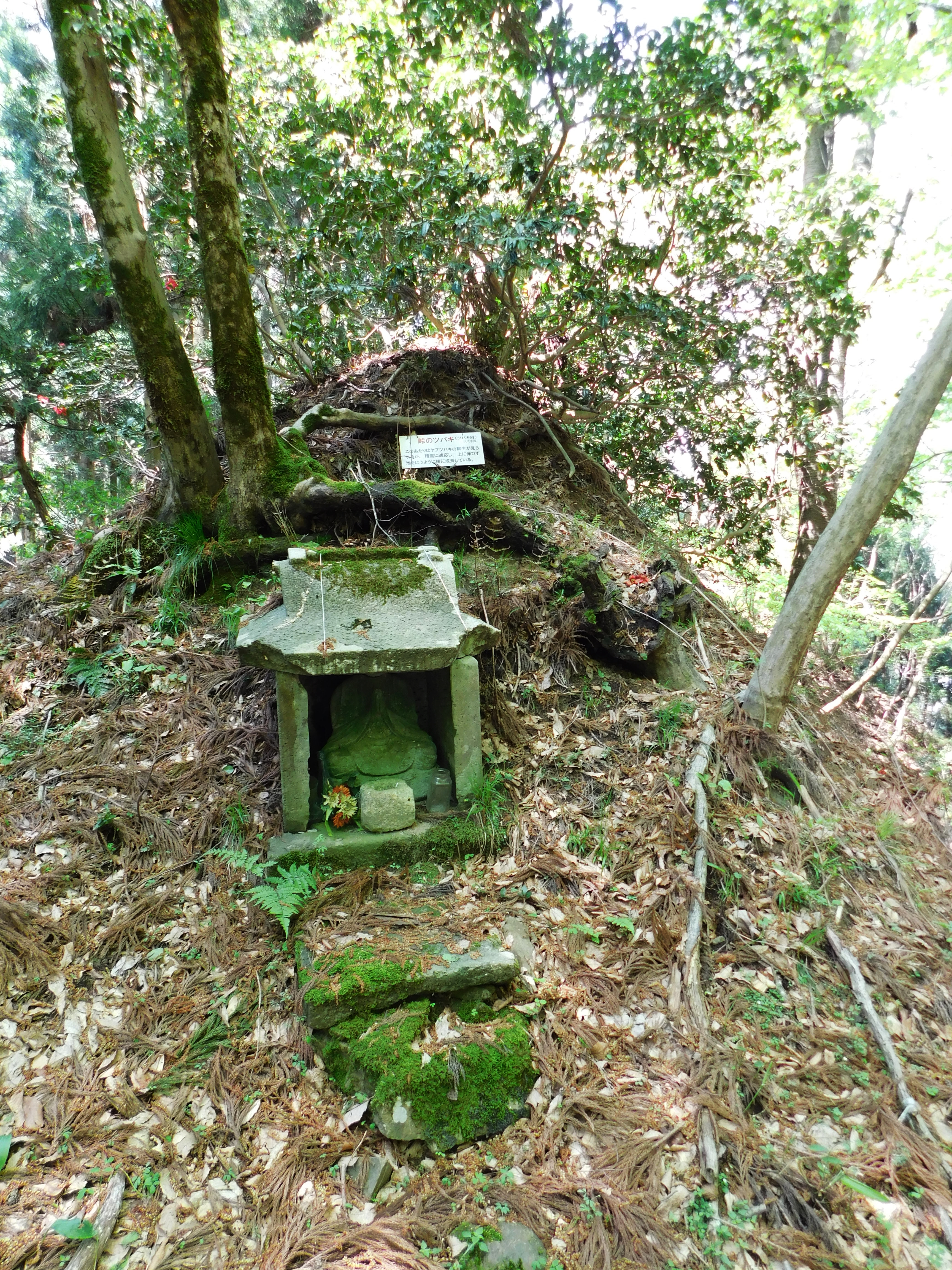
大坂峠

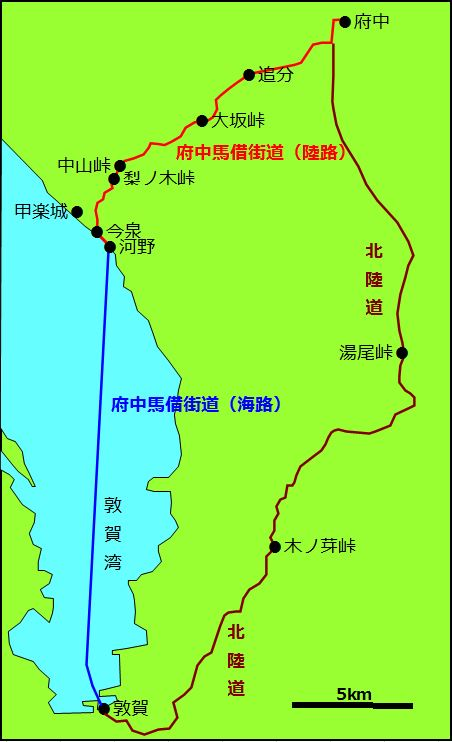
馬借街道の説明地図

府中馬借街道（ふちゅうばしゃくかいどう）は、中世の頃から江戸時代にかけ、主に馬による物資の輸送路として利用された福井県の古道である。単に馬借街道と呼ばれる場合も多い。1982年に越前市（当時は武生市）の史跡に指定されている。

## 概要
物資を馬に積載し輸送する馬借がおもに利用したことが馬借街道の名称の由来である。船で大量の物資を運搬できるため、北前船が隆盛した江戸時代には、非常に重要な街道であった。
越前国の国府（現在の越前市武生）から、北前船の寄港地でもあった越前海岸沿いの河野・今泉浦（南越前町河野・今泉）までの五里 (20 km) が陸上路であり、そこから敦賀湊（敦賀市）までの七海里 (14 km) を海上路でつないだ。府中から西方に向かう道であることから、古くから「西街道」「府中西街道」「府中西往還脇道」とも呼ばれている。
敦賀から府中へ向かう場合、木ノ芽峠（標高628 m）を越える北陸道があるが、距離十一里 (44 km) の険しい山道であり、馬借街道を利用することで、難所の南条山地の山道を海上路で避け、今泉浦から府中までは標高300 m未満かつ距離約20 kmと大幅に労苦が軽減できるメリットがあった。

## ルート
馬借街道の主な経由地は、敦賀湊 - 河野・今泉浦 - 梨ノ木峠（標高260 m）- 中山峠（標高248 m）- 湯谷 - 大坂峠（標高280 m）- 当ヶ峰 - 広瀬 - 府中である。江戸時代には敦賀から河野間は1日2往復の伝渡船が運行していた。また、古くは今泉の北にある甲楽城から尾根伝いに中山峠へ向かう道があった。
現在は、中山峠を東に降りた中山トンネルから大坂峠への登り口までは舗装道路となっているが、今泉から梨ノ木峠付近と大坂峠の東西は山道であり、深く踏み込まれた古道や史跡が残っている。

## 歴史
鎌倉時代の説話集である宇治拾遺物語に記載がみられ、けいとう坊という僧が西街道から甲楽城浦に着いたが、敦賀への船が出たあとで、怒った僧は念力で船を戻したという。
軍事上も重要な道であり、南北朝時代には敦賀の金ヶ崎に籠城した南朝方の新田義貞を攻めるため、北朝方の斯波高経がこの街道を利用している。戦国時代には、越前国の守護大名であった朝倉氏もこの道を重要視し、街道の改修や補修を命じた文書が多数残っている。
江戸時代に入ると、馬借座が結成され、組織だった貨物輸送が行われた。府中からは米、和紙などが出荷され、府中には、塩、魚介類、鉄、榑（くれ：屋根葺きに使用する枌板）などが入荷した。
明治になると、道路（国道12号、現在の国道8号）や鉄道（北陸線）が建設され、馬借街道は物資輸送の役割を終えることとなった。

## 史跡
街道沿いの主な史跡を以下に記載する。
- 口留番所跡：今泉側の街道入口に関所の跡がある。
- お題目岩：今泉川沿いの道に南無妙法蓮華経と刻まれた3 mの大岩がある。
- 複線道路：大坂峠西側付近に道が2本並行している、混雑を避けたり荷直しした場所であったとされる。
- 一字一石塔：1858年（安政5年）建立、1つの小石に経文を1字ずつ書き祈願し埋めた場所。
- 馬の荷直し場：大坂峠東側、道の片側が一段高く平坦になっている、荷直しした場所とされる。
- 馬の水飲み場：大坂峠東側、現在は水は枯れている、石仏が祀られている。
- 追分：神山側から大坂峠に向かう街道入口に当たる、お題目石や石仏がある。

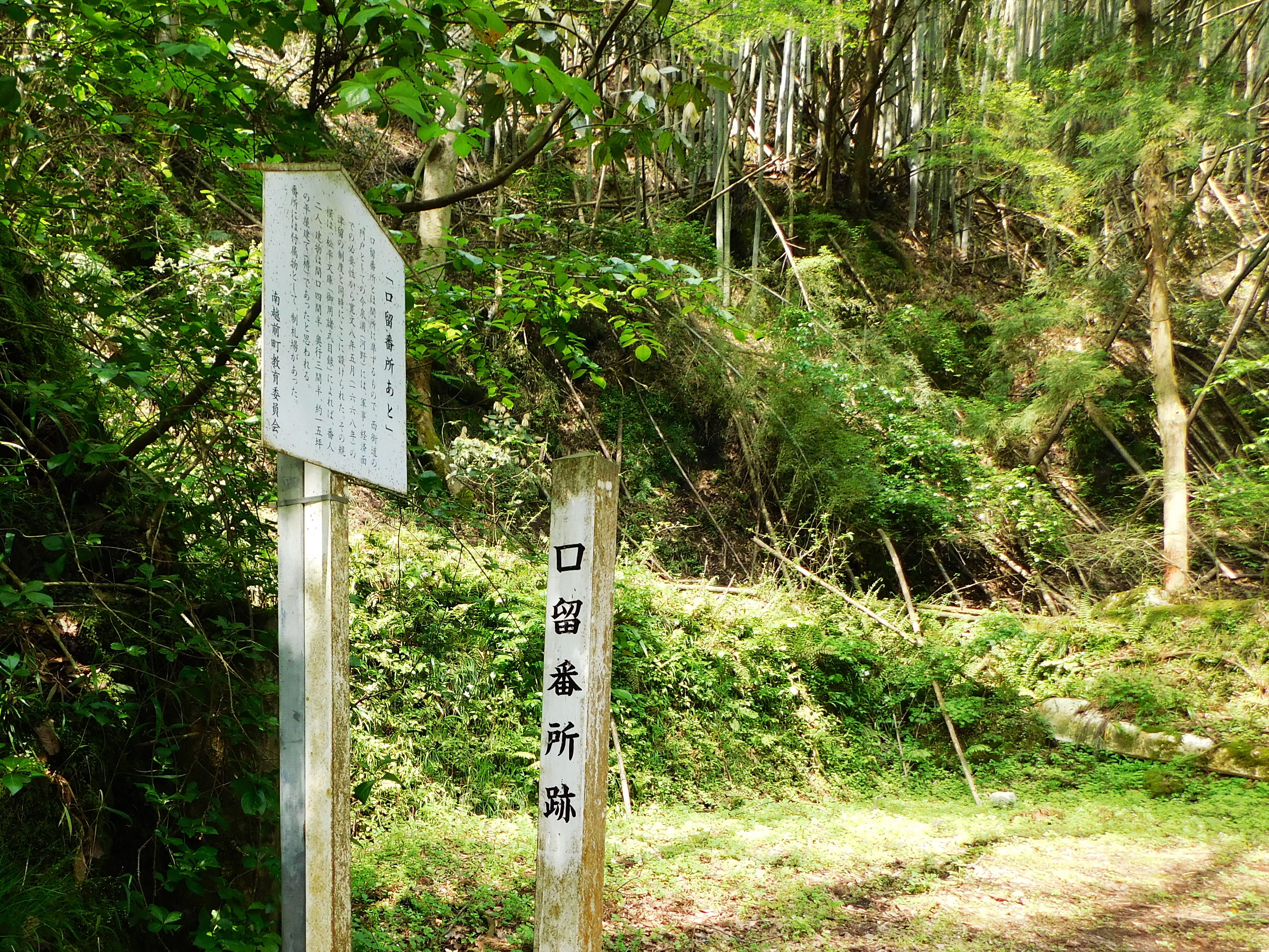
口留番所
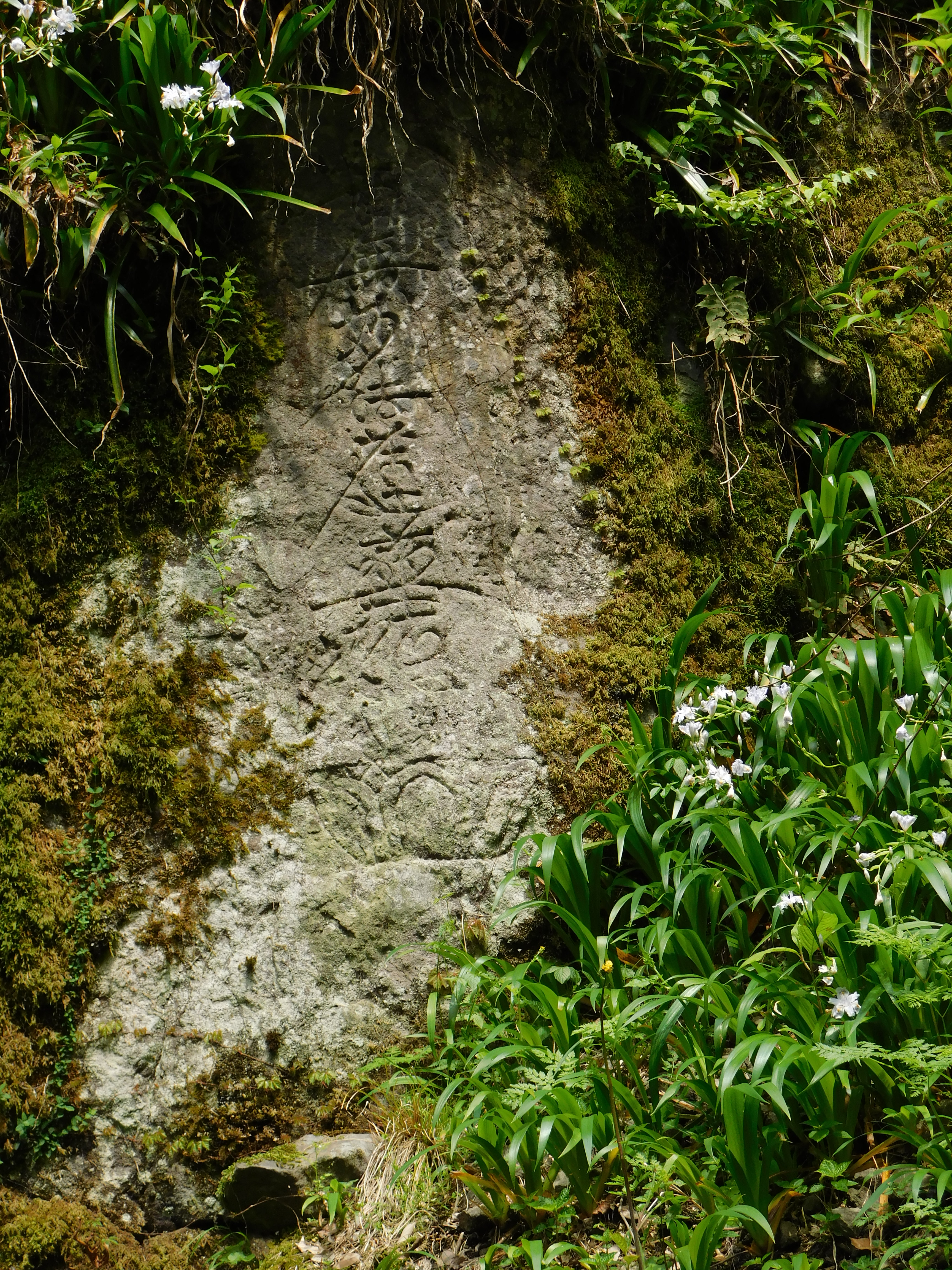
お題目岩
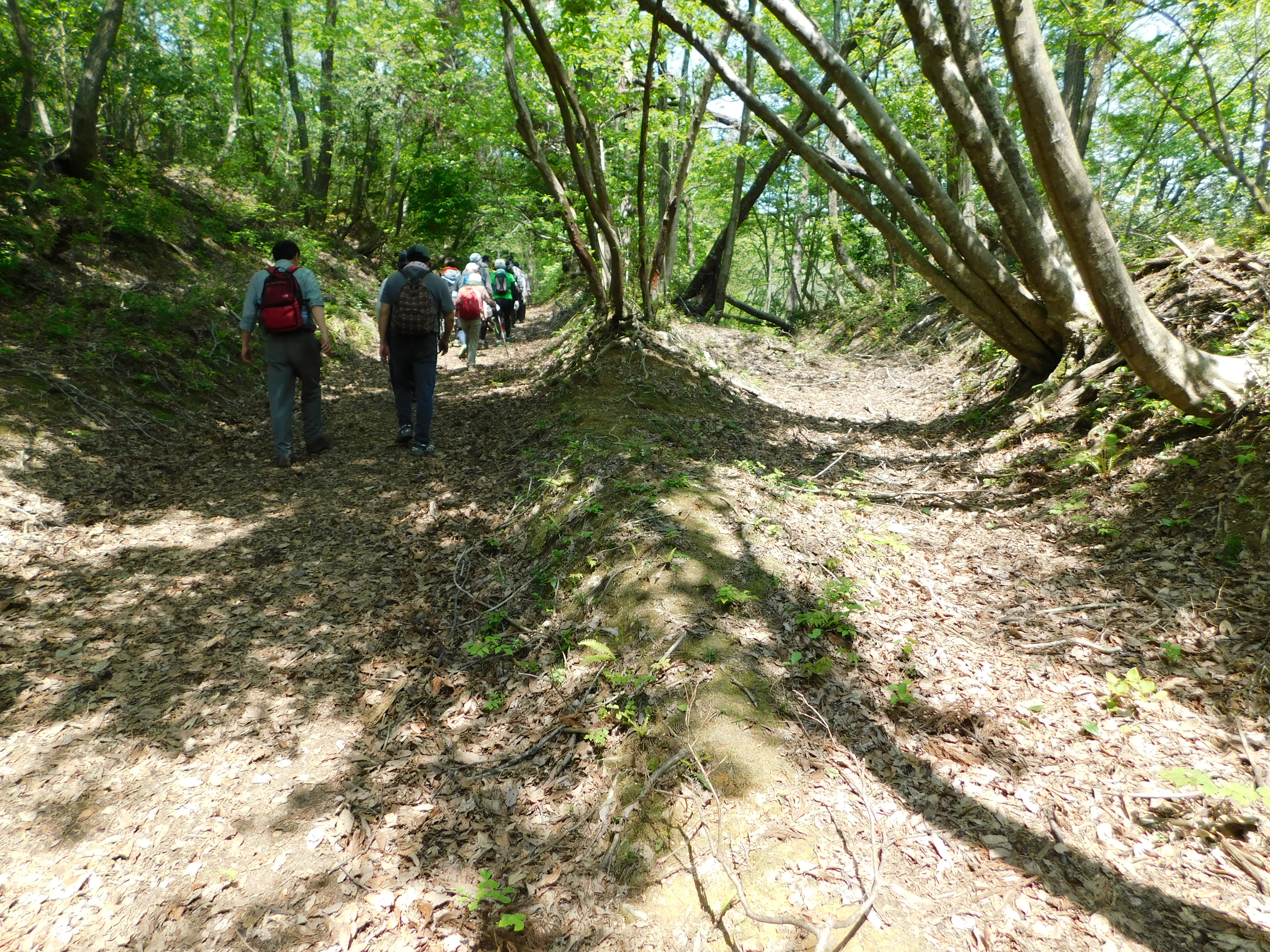
複線道路
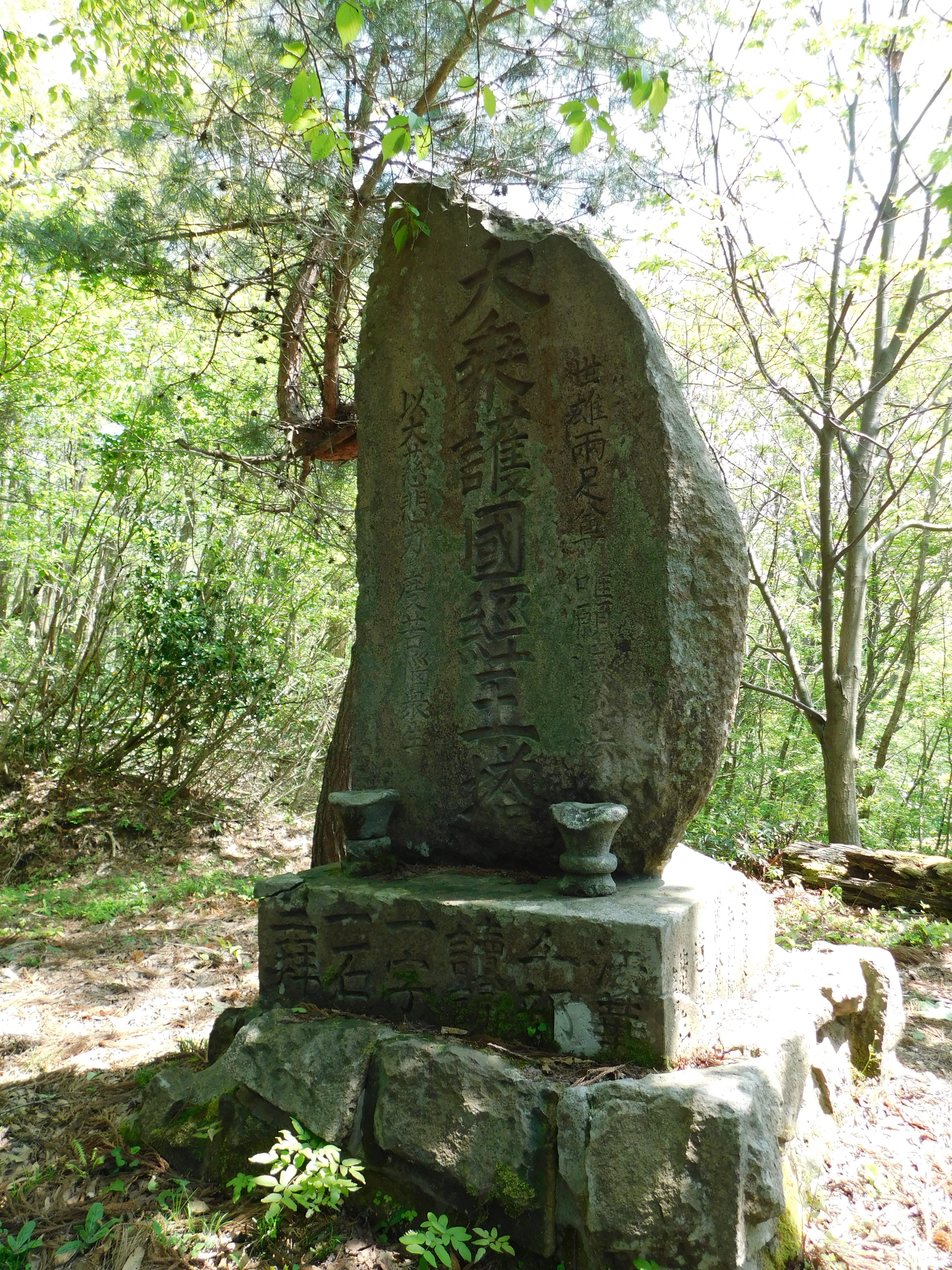
一字一石塔
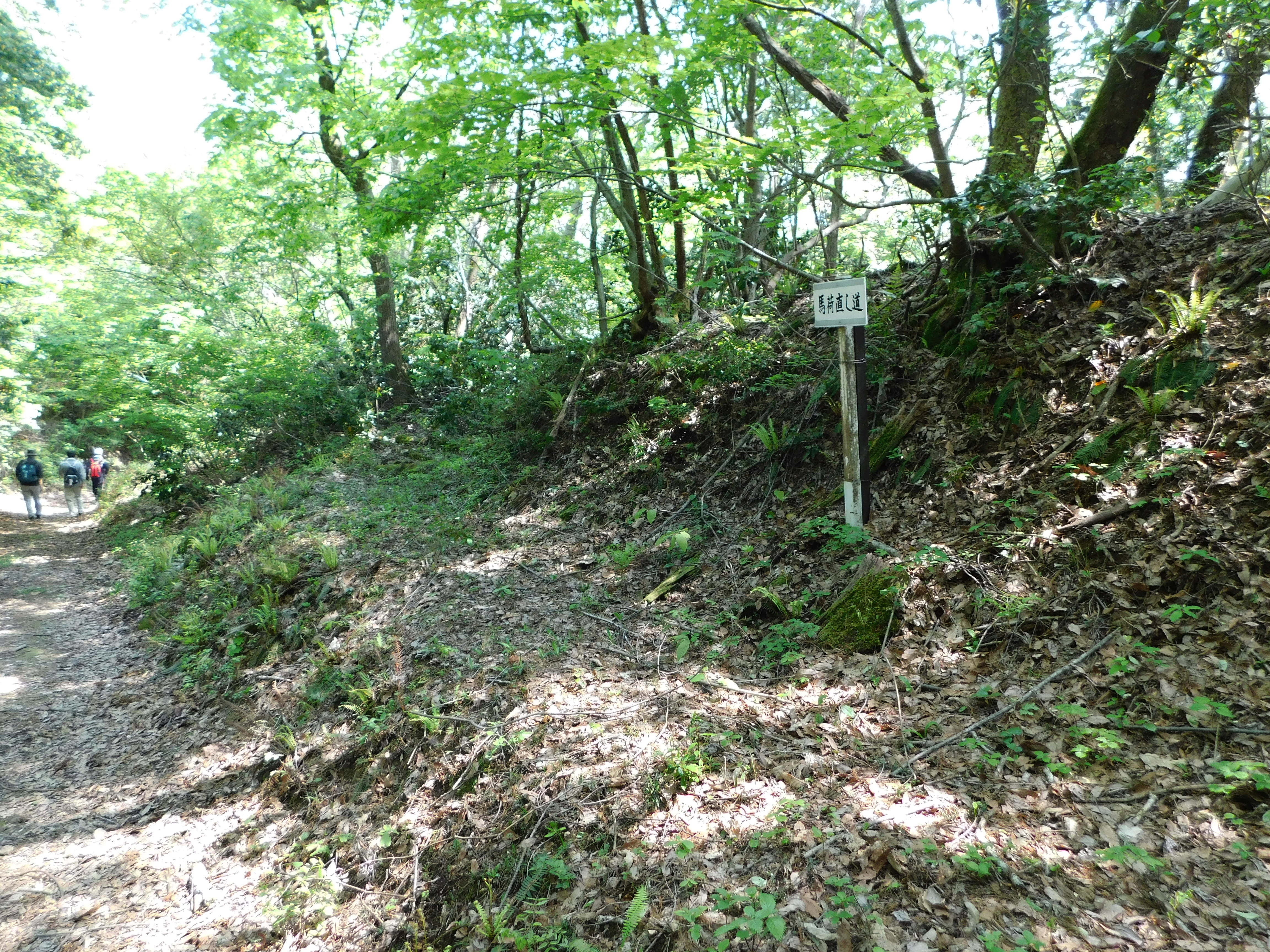
馬の荷直し場
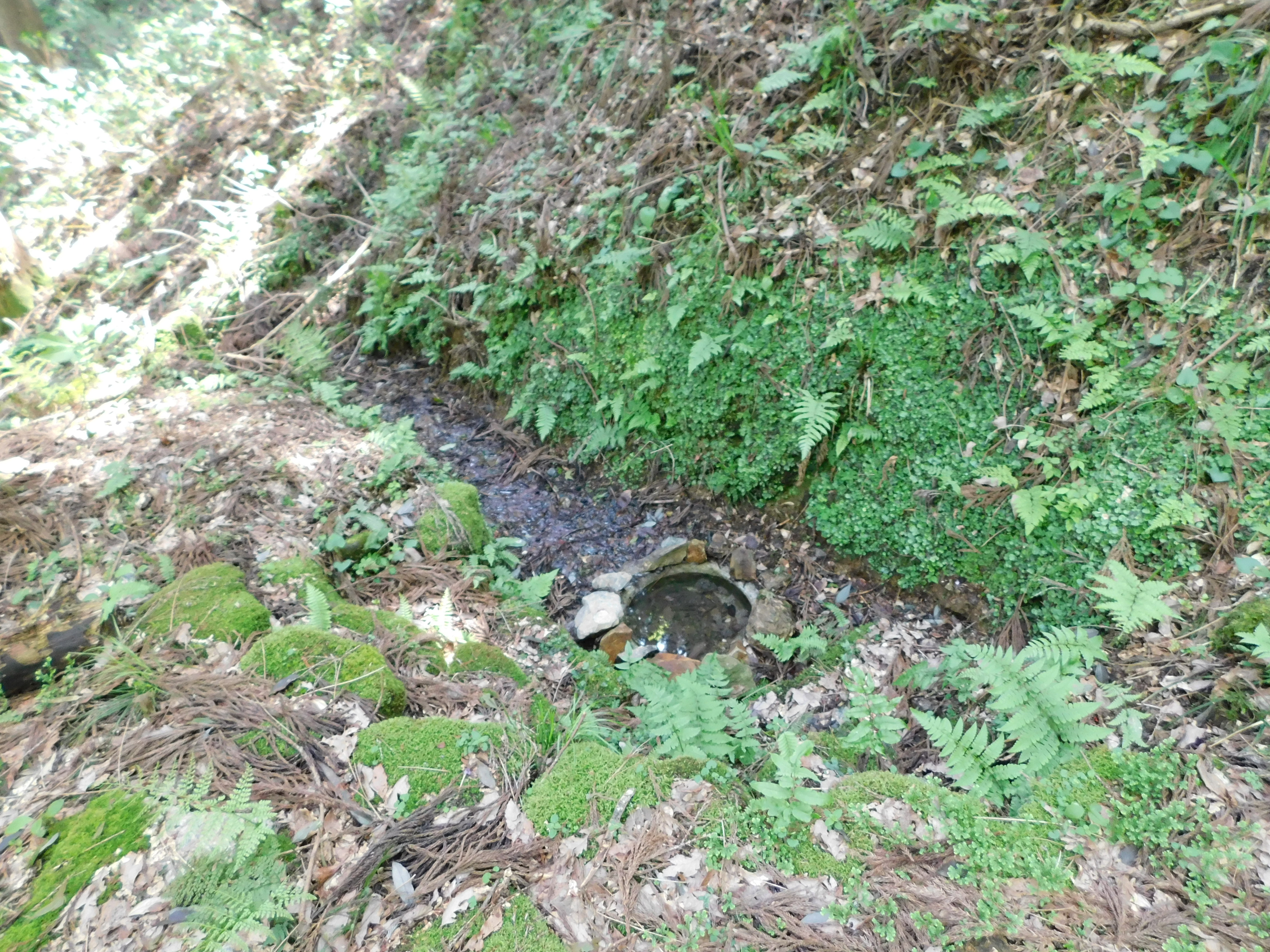
馬の水飲み場
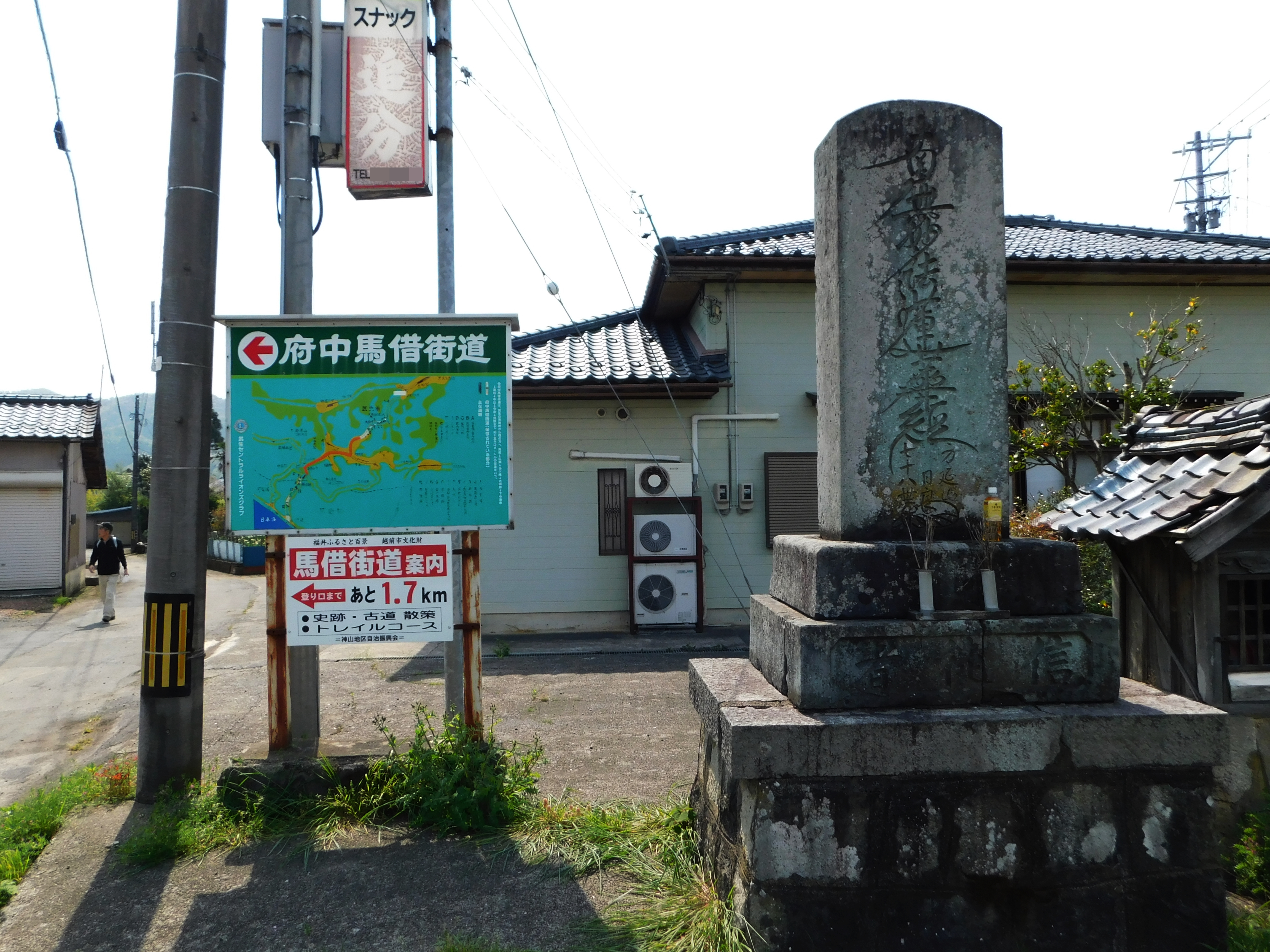
追分

## 関連行事
歴史と遊ぼう馬借街道 in 神山
1996年から毎年5月3日にウォーキングイベントが開催されている。南越前町今泉から越前市神山までの約13 kmを4時間程度かけて歩く。
府中馬借街道トレイルラン in さかぐち
2017年から毎年、矢良巣岳と街道をコースとしたトレイルラン大会が開催されている。3つある福井県認定コースのうちのひとつで、累積標高差約1000 m、延長25 kmの中級者コースである。